# CZ 75D Compact
CZ 75 D Compact je samonabíjecí pistole vyráběná Českou zbrojovkou Uherský Brod ráže 9 mm (náboj Luger). Vychází z konstrukce pistole CZ 75, od které se liší zejména rámem z lehké slitiny, kompaktní (zmenšenou) velikostí a tím, že má místo pojistky vypouštění kohoutu. Dále má pod hlavní drážky pro uchycení externího příslušenství, jako například laserového zaměřovače nebo svítilny. Tvar lučíku a drážkování rukojeti umožňuje střelbu v rukavicích. Splňuje normy NATO. Je určena pro dlouhodobé nošení a mířenou střelbu do vzdálenosti 50 m.

## Parametry
CZ 75 D Compact je samonabíjecí pistole s krátkým zákluzem hlavně. Má uzamčený závěrový systém s výkyvem hlavně, a uzamčení za pomoci jednoho uzamykacího žebra na hlavni do vybrání uvnitř závěru. Je vybavena dvojčinným spoušťovým mechanismem SA/DA. Ovládací prvky zbraně (záchyt závěru, vypouštění kohoutku a vypouštění zásobníku) jsou jednostranné.
Hmotnost s prázdným zásobníkem je 800 g. Délka zbraně je 184 mm, výška 137 mm a šířka 37 mm. Délka hlavně je 98,5 mm a délka záměrné 135 mm.
Zásobník je velkokapacitní, dvouřadý s jednořadým vyústěním a kapacitou 14 nábojů. Je opatřen gumovou botkou. Používá náboje 9 mm Luger.
Mířidla jsou vybavena třemi luminiscenčními body pro míření za snížené viditelnosti. Hledí je možno stranově seřizovat posunem v rybině.
Bezpečnostní prvky:
- Blokování zápalníku.

Pohyb zápalníku je znemožněn v případě, že není stisknuta spoušť. Tím je bráněno výstřelu například při pádu zbraně s nábojem v komoře.
- Bezpečnostní ozub na kohoutku.

Znemožní dopad kohoutku, pokud se kohoutek vysmekne například při ručním napínání.
- Vypouštění kohoutku

Umožňuje bezpečné vypouštění kohoutku ze zcela napnuté polohy do polohy na bezpečnostní ozub (tzv. klidová poloha).
- Lučík spouště

Brání nechtěnému stisku spouště při manipulaci se zbraní.
Každá pistole je opatřena výrobním číslem na hlavni, na rámu a na závěru. Zbraň je obvykle dodávána s matnou nereflexní povrchovou úpravou.

## Uživatelé
Pistole CZ 75 D Compact je užívána Policií České republiky, kde ve službě od roku 2001 postupně nahradila pistole CZ 75 a CZ 85, a u některých složek dosluhující původně armádní pistoli vzor 82. Policie ČR odebrala celkem 46 tisíc pistolí CZ 75 D Compact s příslušenstvím, které tvoří náhradní zásobník a plastový kufřík s nářadím na údržbu a čištění zbraně. Její varianty se prodávají i soukromým majitelům.